# سلفادور إشازو
سلفادور إشازو (26 يناير 1992 بمونتفيدو في الأوروغواي - ) (بالإسبانية: Salvador Ichazo Fernández)‏ هو لاعب كرة قدم أوروغواني في مركز حراسة المرمى. شارك مع منتخب الأوروغواي تحت 17 سنة لكرة القدم ومنتخب الأوروغواي تحت 20 سنة لكرة القدم. أما مع النوادي، فقد لعب مع نادي تورينو ونادي دانوبيو.

## وصلات خارجية
- سلفادور إشازو على موقع الاتحاد الدولي (مؤرشف)  (الإنجليزية)
- سلفادور إشازو على موقع إي إس بي إن إف سي (الإنجليزية)
- سلفادور إشازو على موقع قاعدة بيانات كرة القدم.إي يو (الإنجليزية)
- سلفادور إشازو على موقع Soccerbase.com (لاعب) (الإنجليزية)
- سلفادور إشازو على موقع Soccerway.com (الإنجليزية)
- سلفادور إشازو على موقع اللجنة الأولمبية الدولية (الإنجليزية)
- سلفادور إشازو على موقع AS.com (الإسبانية)